# Cratere Udagan
Udagan  è un cratere sulla superficie di Venere.